# Рьё-Вольвестр
Рьё-Вольве́стр (фр. Rieux-Volvestre, окс. Rius; до 2009 года — Рьё) — коммуна во Франции, находится в регионе Юг — Пиренеи. Департамент — Верхняя Гаронна. Административный центр кантона Рьё-Вольвестр. Округ коммуны — Мюре.
Код INSEE коммуны — 31455.

## География

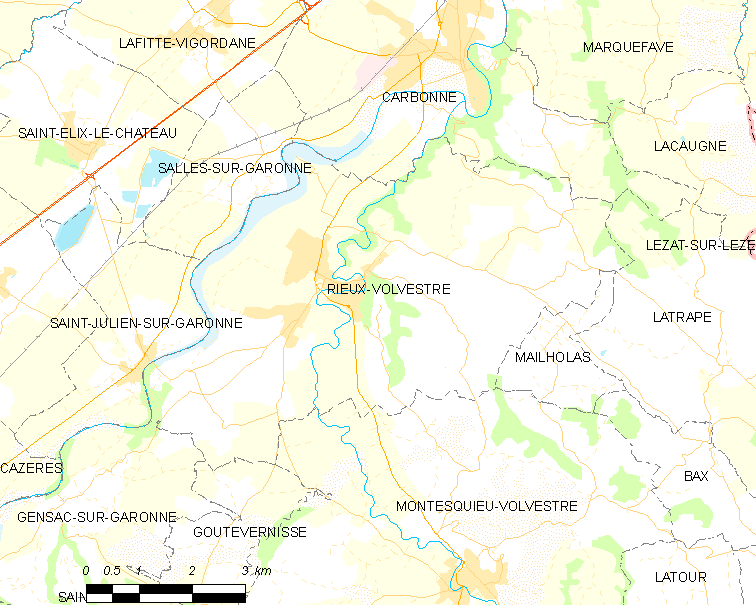
Карта коммуны

Коммуна расположена приблизительно в 630 км к югу от Парижа, в 45 км к юго-западу от Тулузы.
По территории коммуны протекают реки Гаронна и Ариз.

## Климат
Климат умеренно-океанический. Зима мягкая и снежная, весна характеризуется сильными дождями и грозами, лето сухое и жаркое, осень солнечная. Преобладают сильные юго-восточные и северо-западные ветры.

## Население
Население коммуны на 2010 год составляло 2486 человек.
| 1962 | 1968 | 1975 | 1982 | 1990 | 1999 | 2010 |
| ---- | ---- | ---- | ---- | ---- | ---- | ---- |
| 1218 | 1194 | 1243 | 1462 | 1721 | 1900 | 2486 |

## Администрация
| Период | Период | Фамилия            | Партия                  | Примечания                           |
| ------ | ------ | ------------------ | ----------------------- | ------------------------------------ |
| 1971   | 2008   | Адольф Рюке        | Социалистическая партия | член генерального совета (1973—2011) |
| 2008   | 2020   | Мариз Веза-Баронья | Социалистическая партия | член генерального совета (с 2011)    |

## Экономика
В 2010 году среди 1536 человек трудоспособного возраста (15—64 лет) 1142 были экономически активными, 394 — неактивными (показатель активности — 74,3 %, в 1999 году было 72,8 %). Из 1142 активных жителей работали 1018 человек (539 мужчин и 479 женщин), безработных было 124 (62 мужчины и 62 женщины). Среди 394 неактивных 103 человека были учениками или студентами, 151 — пенсионерами, 140 были неактивными по другим причинам.

## Достопримечательности
- Кафедральный собор Рождества Пресвятой Богородицы (XIII век). Исторический памятник с 1923 года[4]
- Мост Лажу[фр.] через реку Ариз[фр.] (1620 год). Исторический памятник с 1950 года[5]
- Дом на площади Ластик, 3 (XV век). Исторический памятник с 1950 года[6]
- Фахверковый дом на площади Ластик, 5 (XV век). Исторический памятник с 1947 года[7]
- Дом Турас (XIV век). Исторический памятник с 1990 года[8]
- Дом Лаган (XVIII век). Исторический памятник с 1973 года[9]

## Города-побратимы
- Фонтруби (Испания)

## Фотогалерея

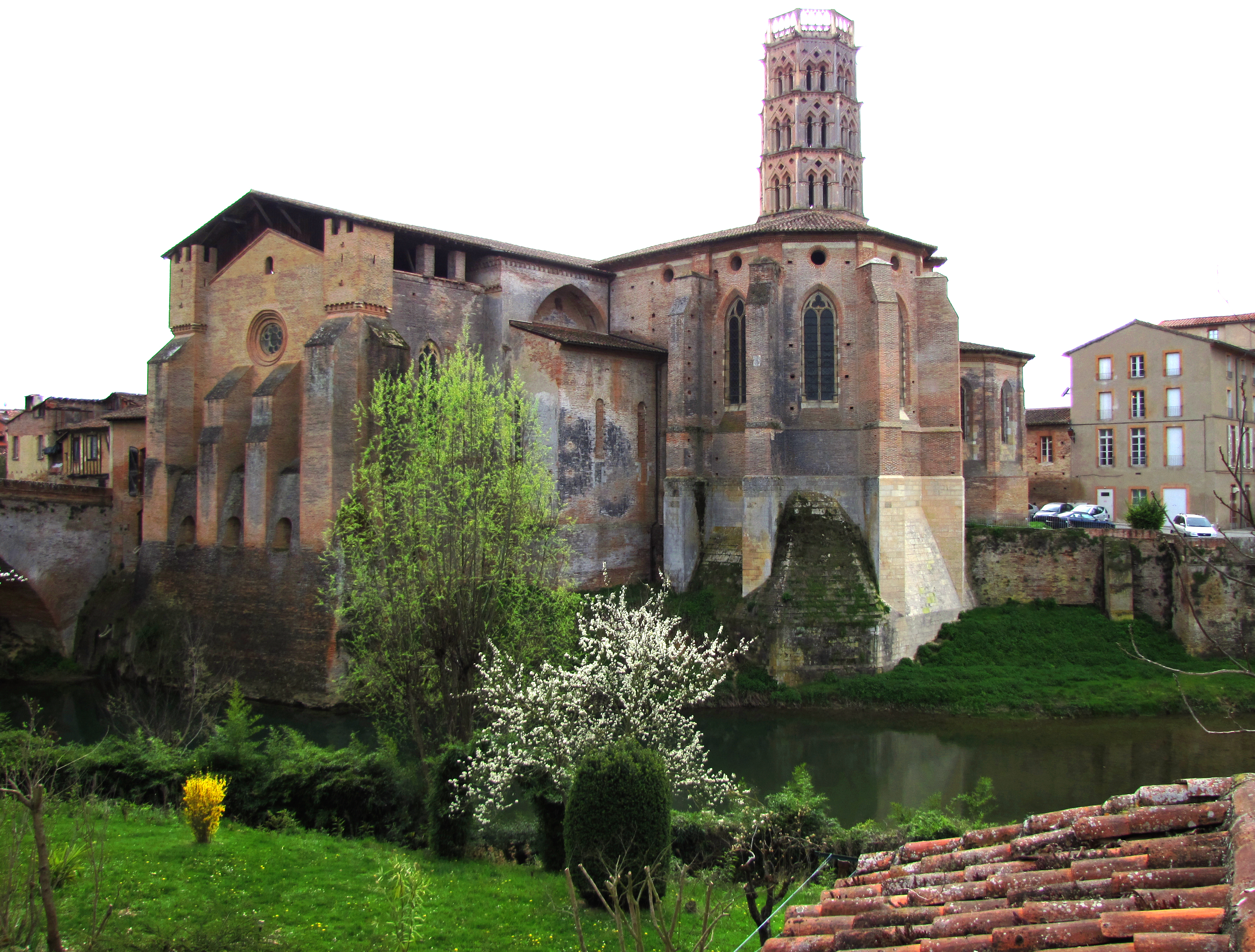
Кафедральный собор Рождества Пресвятой Богородицы
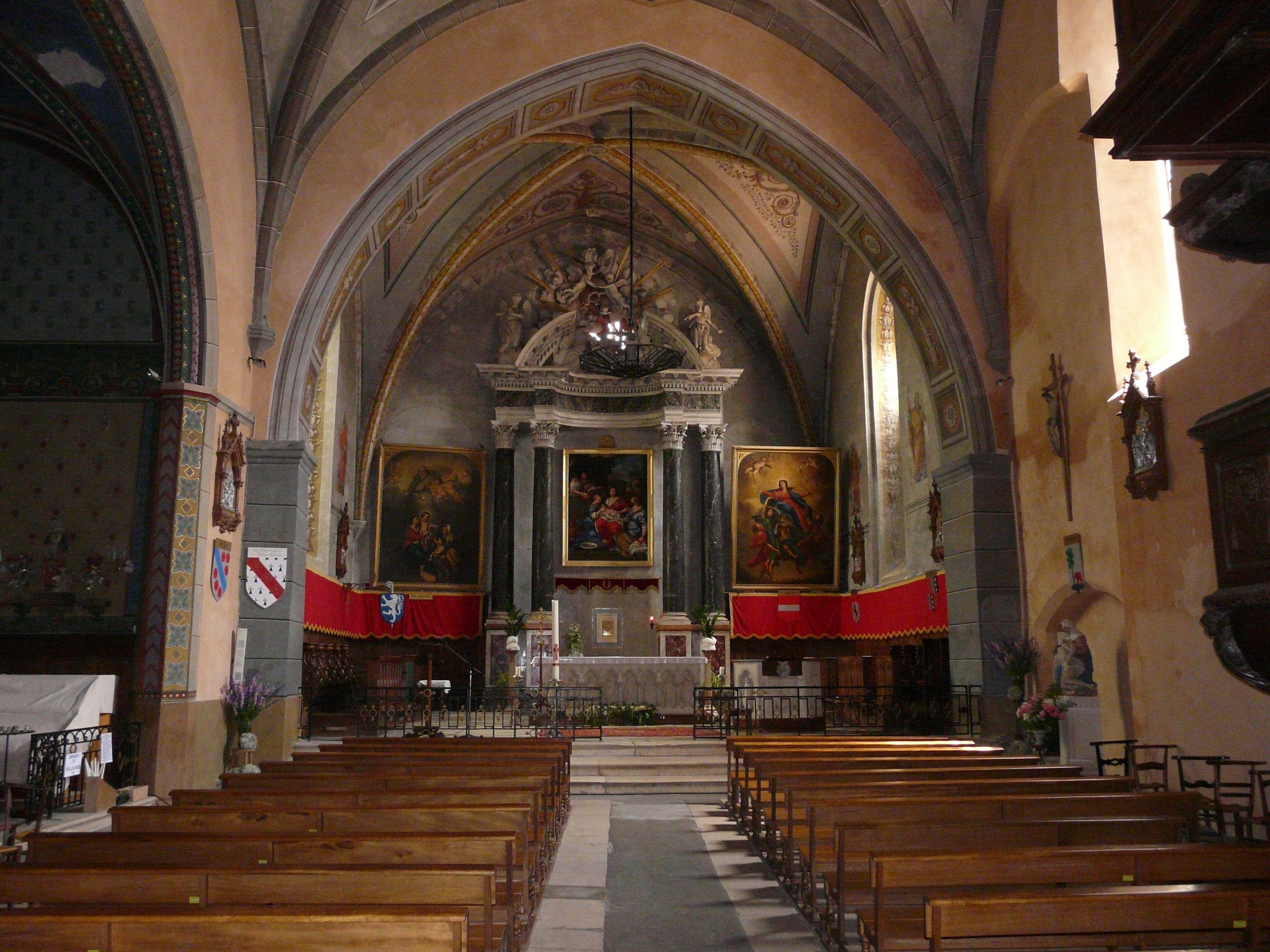
Интерьер собора Рождества Пресвятой Богородицы
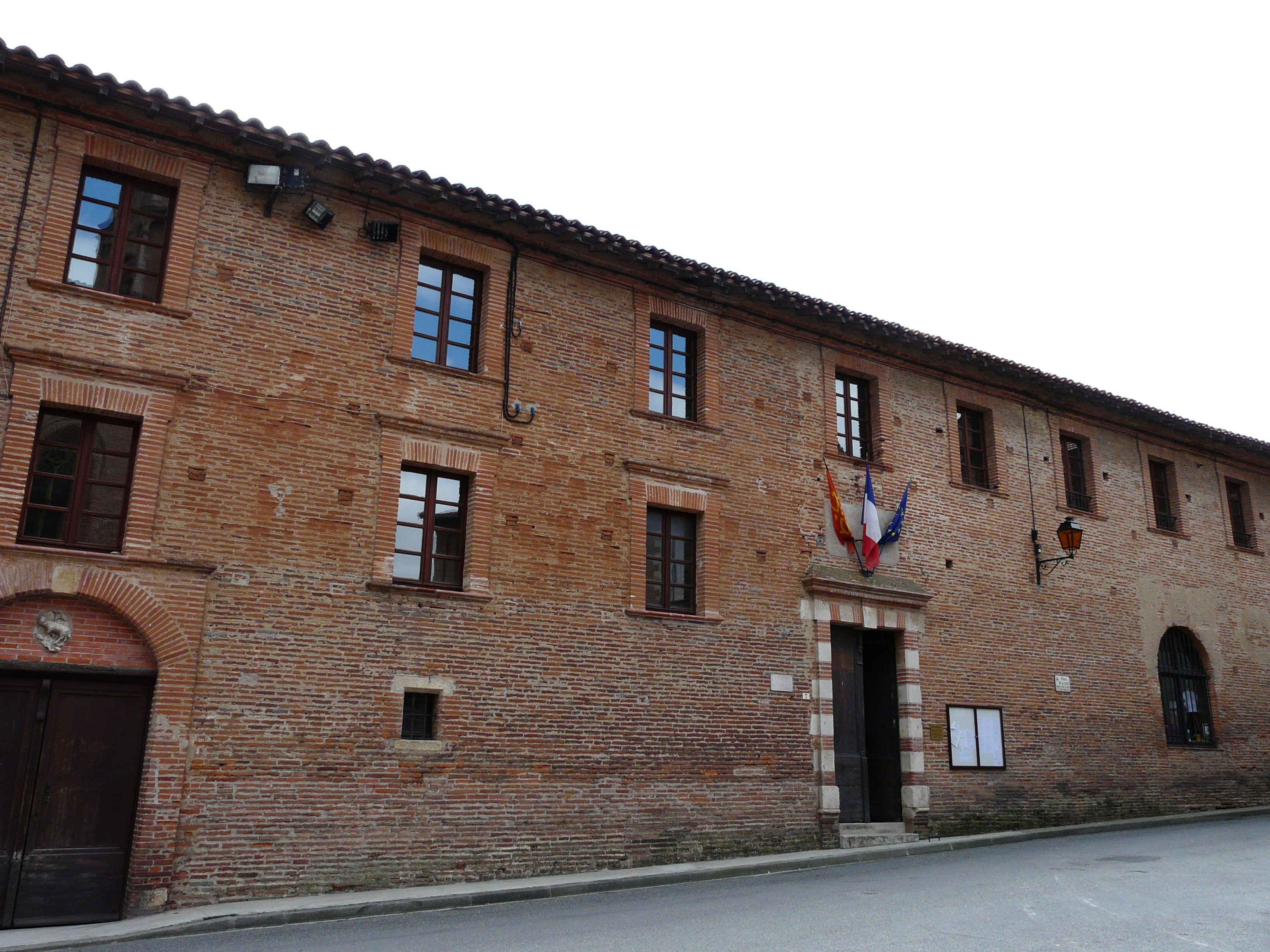
Мэрия
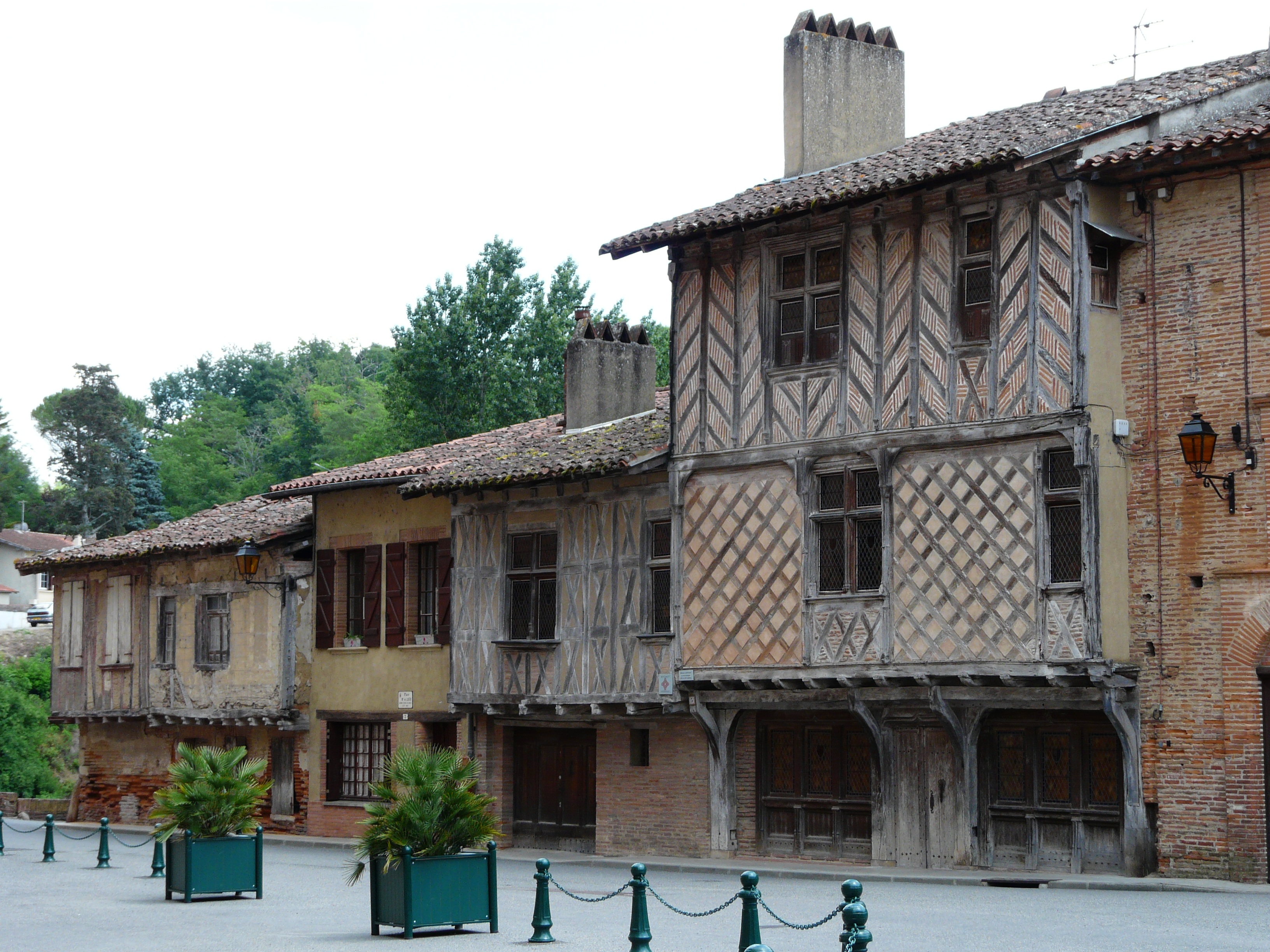
Фахверковый дом на площади Ластик
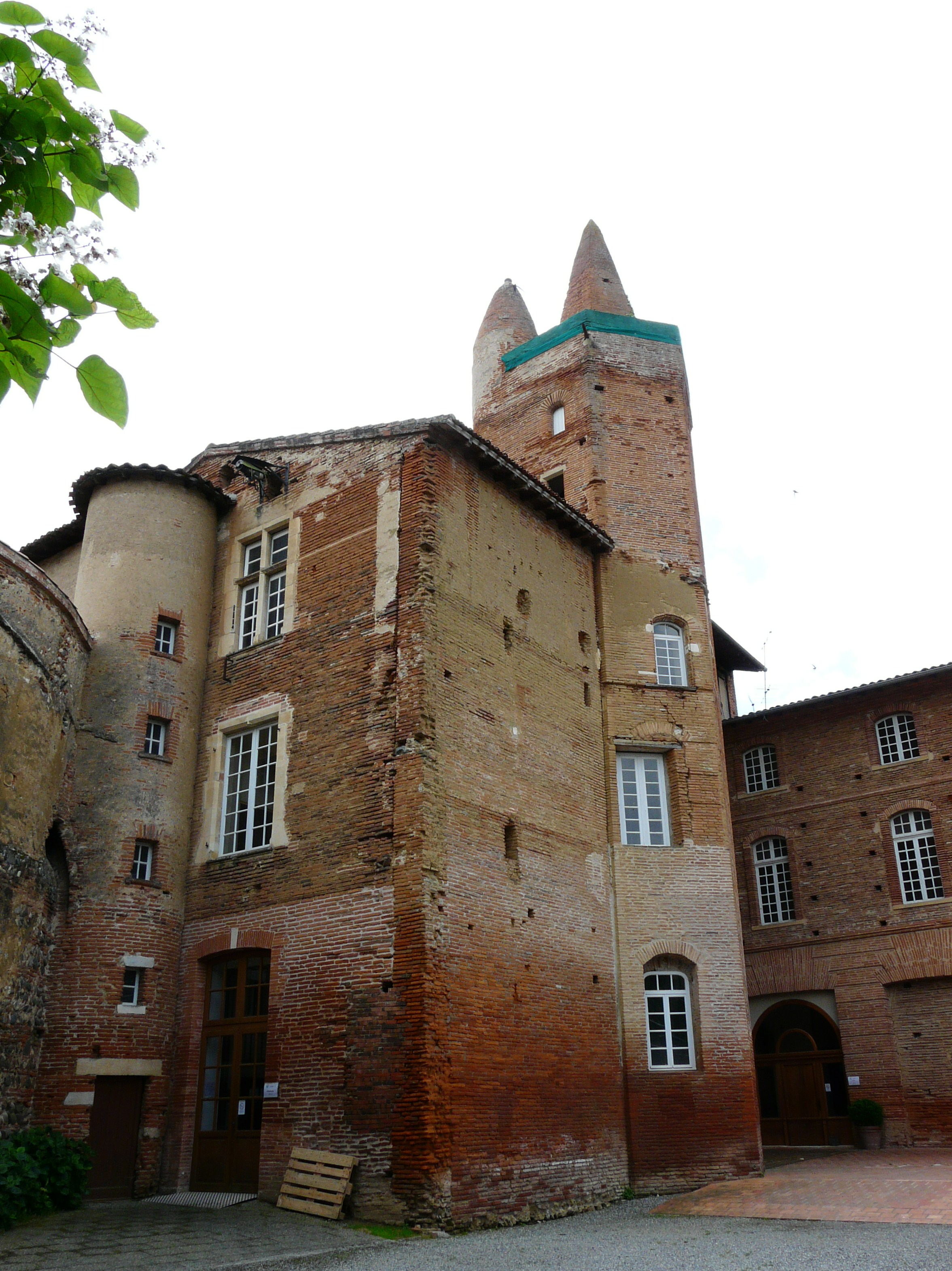
Дом Лаган

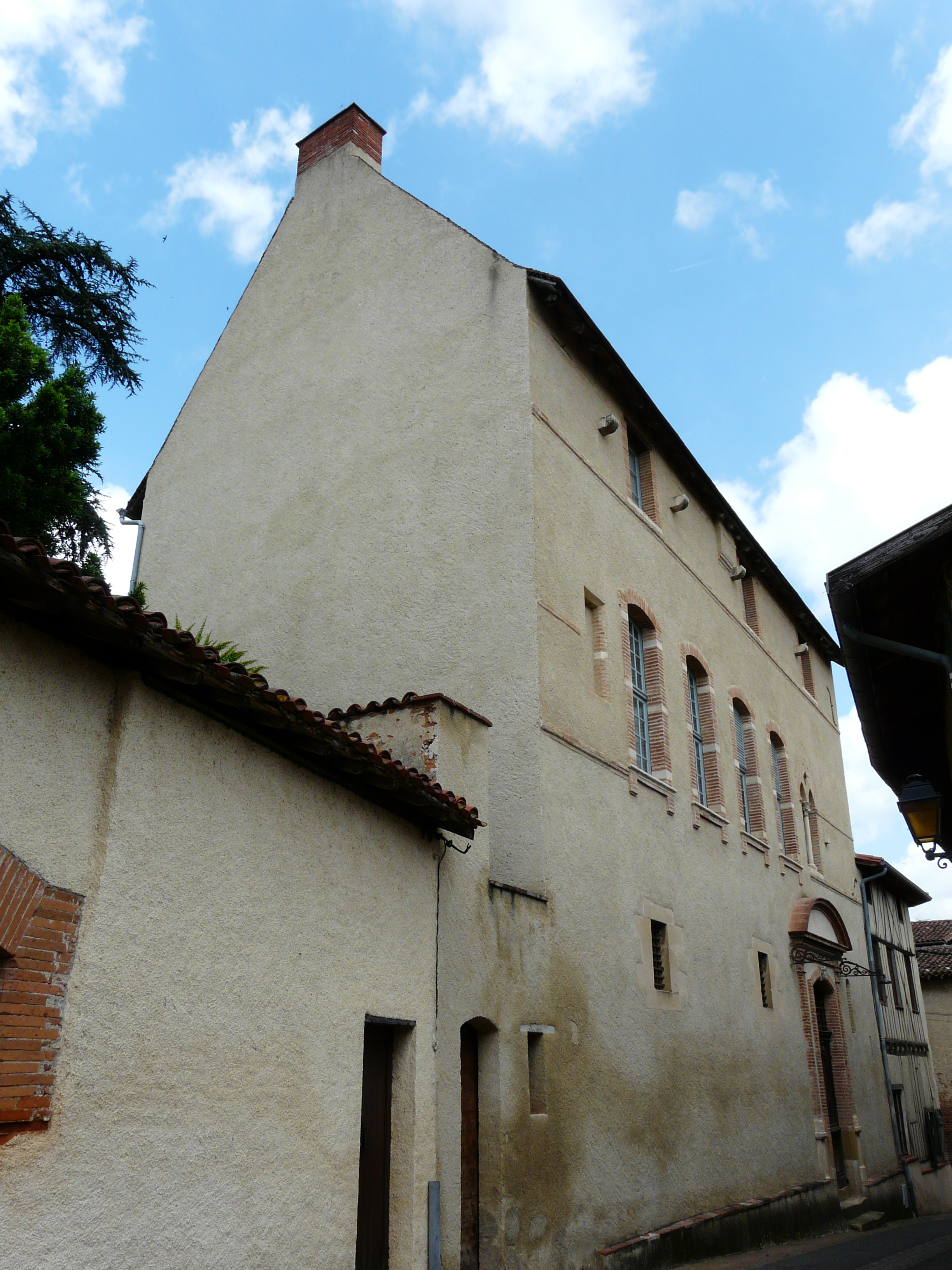
Дом Турас
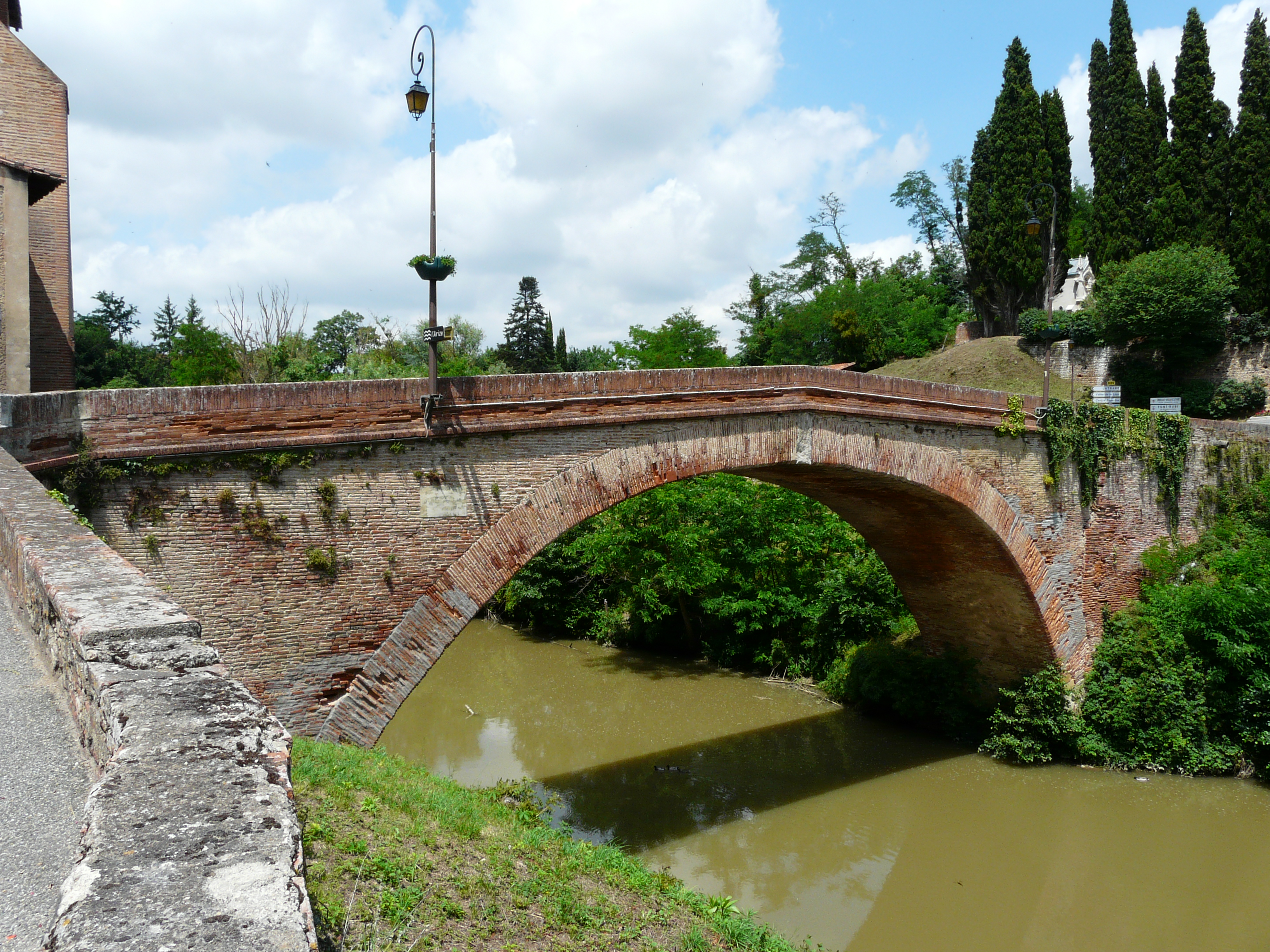
Мост Лажу через реку Ариз
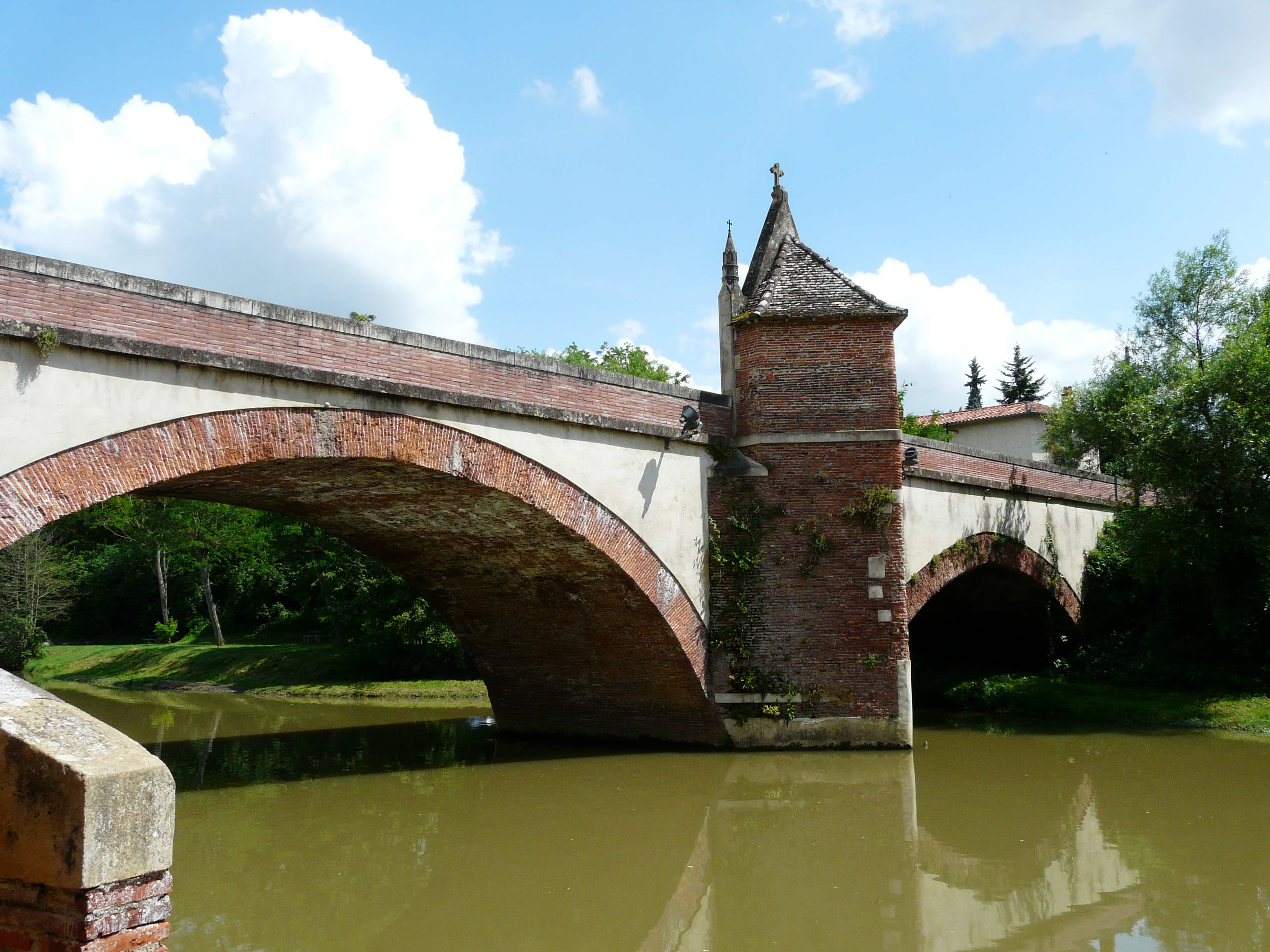
Мост Орьяк
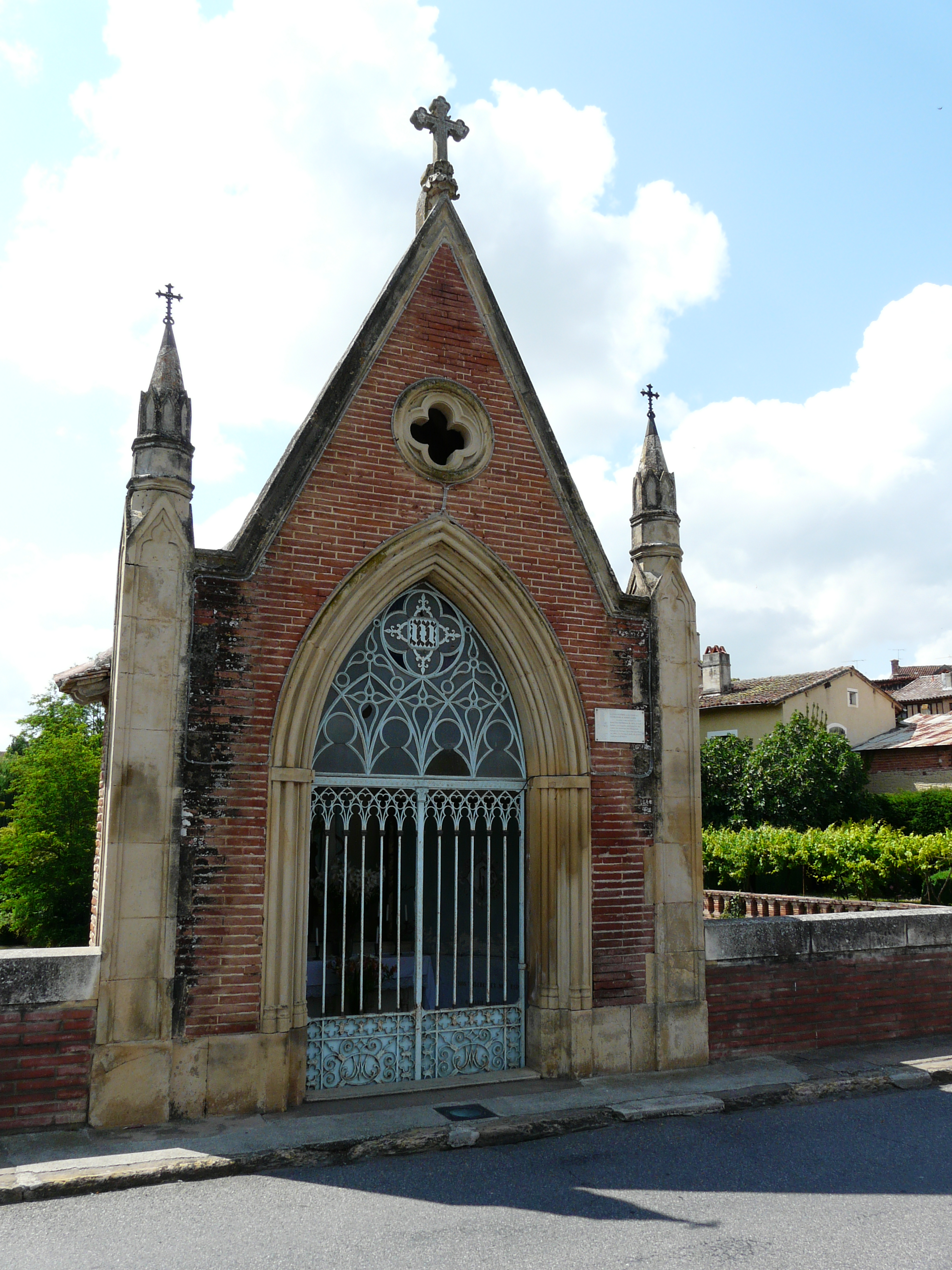
Часовня Нотр-Дам на мосту Орьяк
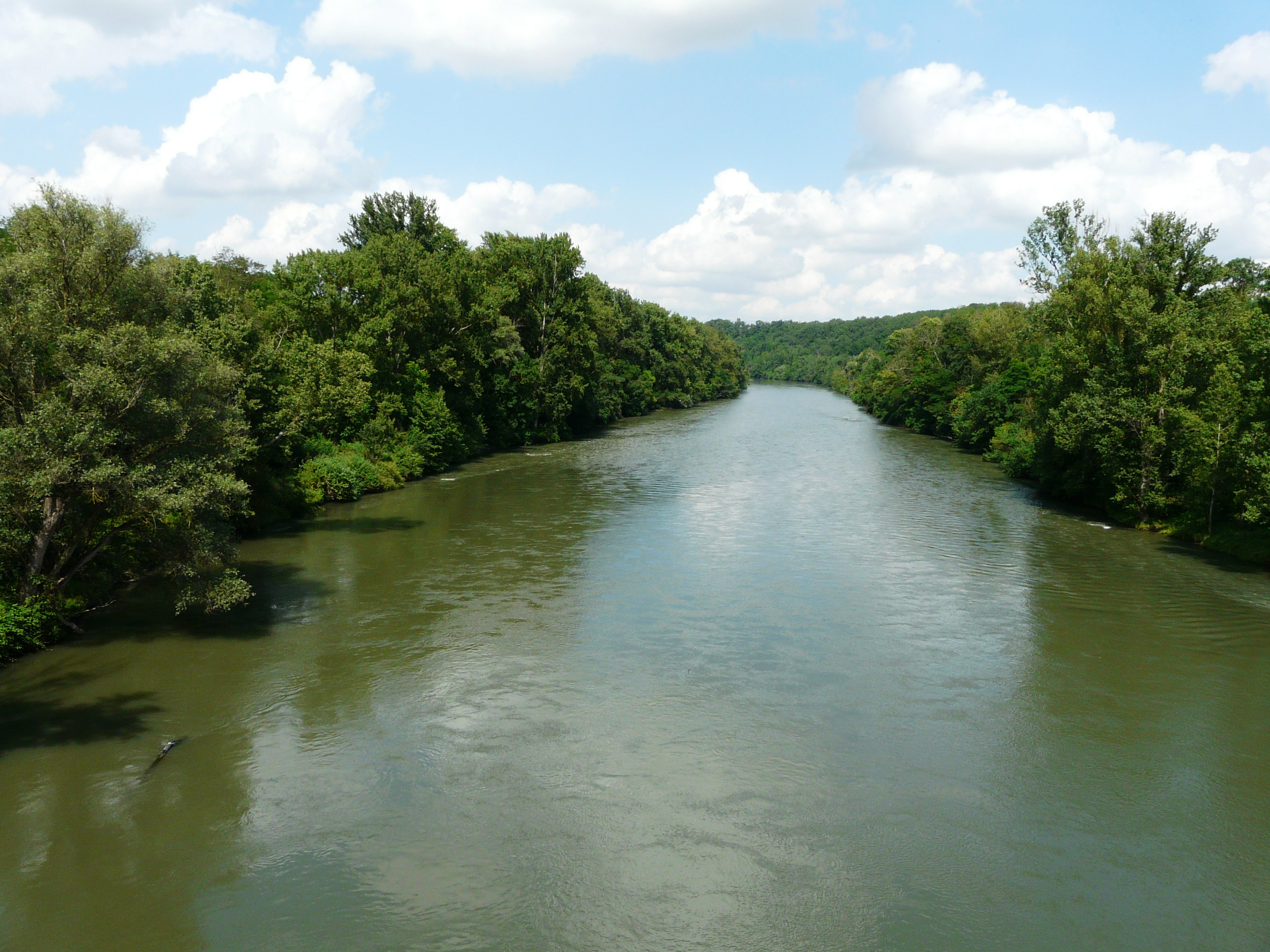
Река Гаронна
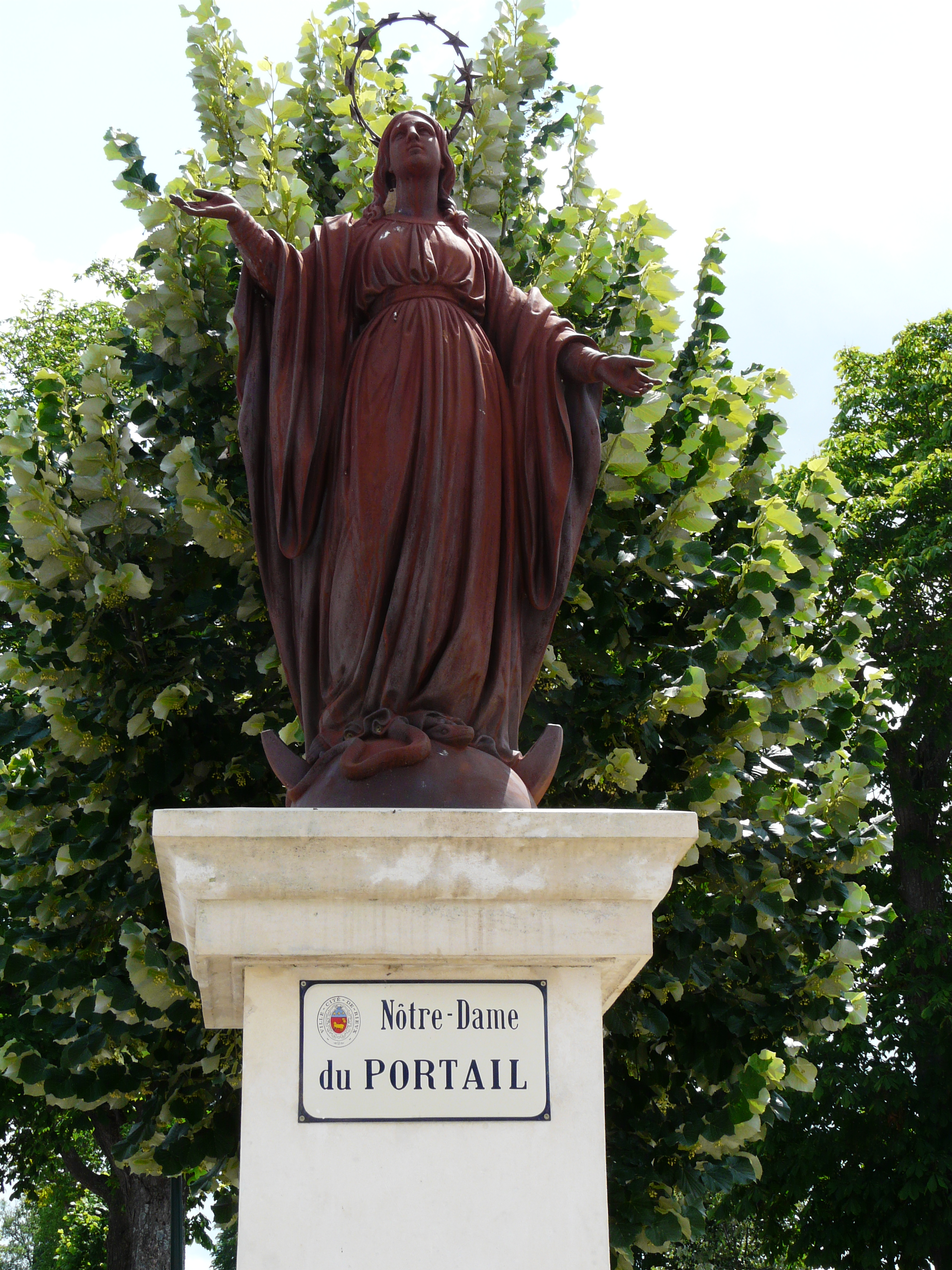
Статуя Девы Марии